# 日野内光
日野 内光（ひの うちみつ）は、戦国時代の公卿。藤原北家閑院流庶流徳大寺家13代・徳大寺実淳の次男。官位は正三位・権大納言、贈従一位・左大臣。日野家26代当主。

## 経歴
明応4年（1495年）、日野家24代・日野勝光の子・政資が嗣子なくして没し、その生前の遺言によって養子に入り日野家を継いだ。
それよりまもなく元服したものと思われ、日野家の慣例に倣って11代将軍・足利義高（義澄）の偏諱を受け日野高光（たかみつ）、文亀2年（1502年）7月には義高から改名した義澄より重ねて1字を与えられて日野澄光（すみみつ）を名乗ったが、義澄が辞職し前将軍の足利義稙が将軍に復職すると（永正5年（1508年））、後に内光に改名している。義稙の復帰を助けた一人である細川高国は内光の従甥（叔母の孫）で縁戚関係にあり、内光自身もこの頃には義稙寄りで、改名の理由もそのためであったと考えられる。
大永1年（1521年）には参議、左大弁に任ぜられ、従三位に叙任。大永3年（1523年）には権中納言となり、正三位に叙任。更に大永6年（1526年）には権大納言となり、ここまで順調に昇進を重ねた。大永7年（1527年）の桂川原の戦いで内光は細川高国側（＝12代将軍・足利義晴（義澄の子）側）について敗北し、敗走する途中で討ち死にした。享年39。
内光死後の永禄2年（1559年）2月11日には従一位・左大臣を追贈（『瑞光院記』同日条による）される。尚、それより前の天文24年（1555年）には跡を継いだ子・晴光やその実子・晴資も早世して内光の系統は断絶しており、広橋家から輝資が養子入りしている。

## 系譜
- 父：徳大寺実淳（1445-1533）
- 母：不詳
- 養父：日野政資
- 正室：畠山尚順の娘
  - 男子：日野晴光（1518-1555）